# Linus Scherz
Linus Scherz (* 4. Dezember 1996 in München) ist ein deutscher Schauspieler.

## Leben
Linus Scherz sammelte erste Theatererfahrungen im Jugendclub des Münchner Volkstheaters und in der „Intergroup“ des Jungen Residenztheaters München in dem Stück Wir sind jung. Wir sind stark.
Von 2017 bis 2021 absolvierte er sein Schauspielstudium an der Folkwang Universität der Künste in Essen/Bochum. Während seines Studiums gastierte er an den Wuppertaler Bühnen, am Tmu-na-Theater in Tel Aviv und am Incubator-Theater in Jerusalem. In der Spielzeit 2019/20 war er am Schauspielhaus Bochum als Rechtsanwalt in der Inszenierung Die Vereinigten Staaten von Amerika gegen Herbert Nolan (Regie: Thomas Dannemann) zu sehen. In der Spielzeit 2022/23 gastierte er als Conférencier im Musical Cabaret am Rottstraße 5 Theater in Bochum. In der Spielzeit 2023/24 spielte er am Rottstraße 5 Theater in Bochum die Rolle des Winston Smith in einer Bühnenfassung von 1984. Außerdem ist er seit der Spielzeit 2023/24 an der Burghofbühne Dinslaken als Alexander Kerner in Good Bye, Lenin! zu sehen. 2024 gastierte er am Theater Koblenz in der Hauptrolle des Theaterstücks Anorexia Feelgood Songs von Fayer Koch.
Linus Scherz stand auch bereits für einige Fernsehproduktionen vor der Kamera. In der 18. Staffel der ZDF-Serie Der Staatsanwalt (2024) war er als tatverdächtiger Mitbewohner eines getöteten Personal Trainers zu sehen. Im ZDF-Weihnachtsfilm Nelly und das Weihnachtswunder (2024) spielte er den arroganten Schnösel Malte. In der 11. Staffel der ZDF-Serie Bettys Diagnose (2024) übernahm er eine Episodenhauptrolle als Inhaber einer Alibi-Agentur und Jugendfreund des Pflegers Lukas Hilpert (Niklas Löffler).
Linus Scherz lebt in Dresden.

## Filmografie (Auswahl)
- 2021: Der Rebell – Von Leimen nach Wimbledon (Fernsehfilm)
- 2024: Tatort: Cash (Fernsehreihe)
- 2024: Der Staatsanwalt: Zu schön, um wahr zu sein (Fernsehserie, eine Folge)
- 2024: Nelly und das Weihnachtswunder (Fernsehfilm)
- 2024: Bettys Diagnose: Alles verloren (Fernsehserie, eine Folge)